# Karshomyia longilobis
Karshomyia longilobis är en tvåvingeart som beskrevs av Jaiswal 1988. Karshomyia longilobis ingår i släktet Karshomyia och familjen gallmyggor. Inga underarter finns listade i Catalogue of Life.